# Anthofoor

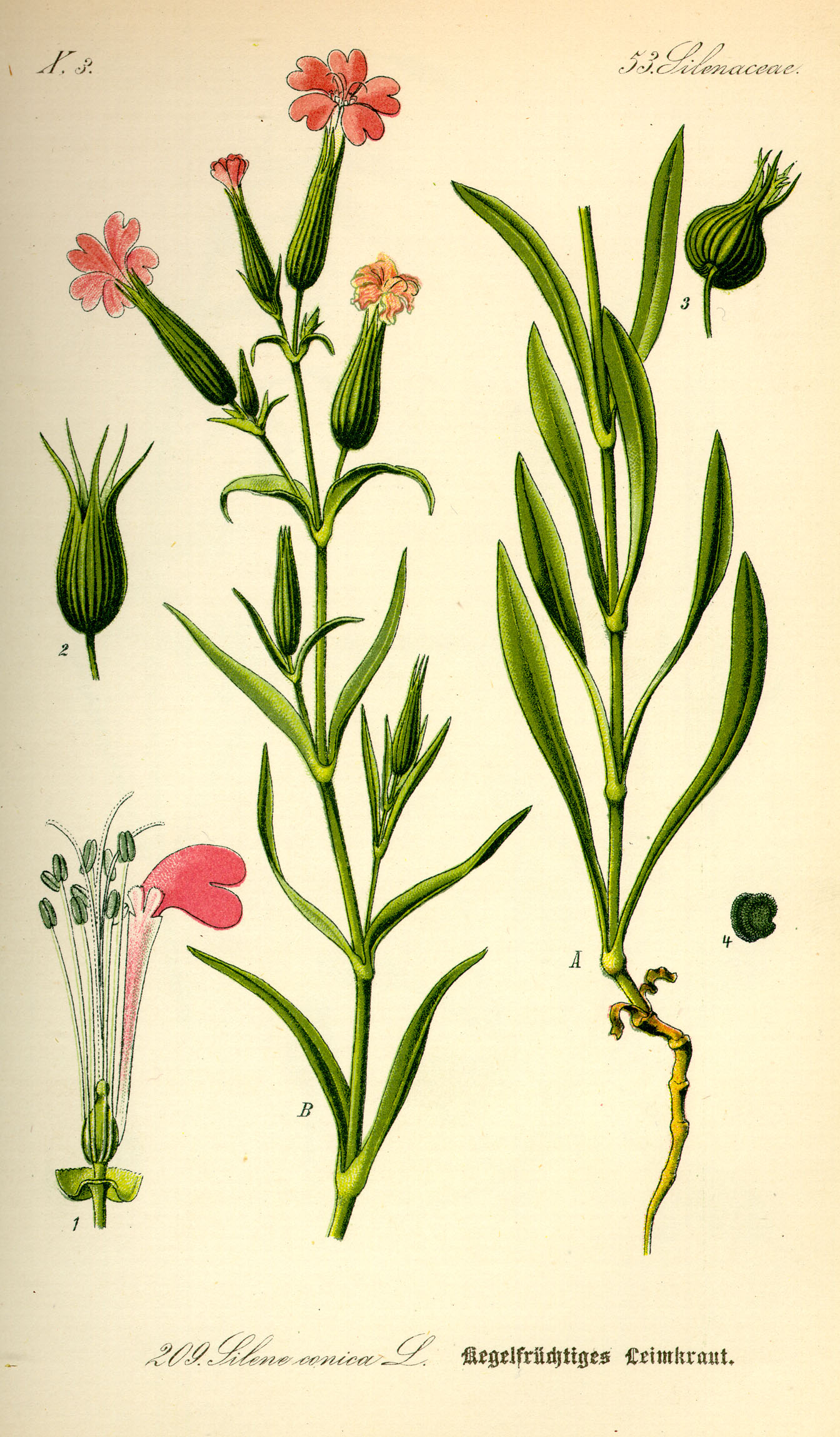
Kegelsilene; 1 = met anthofoor

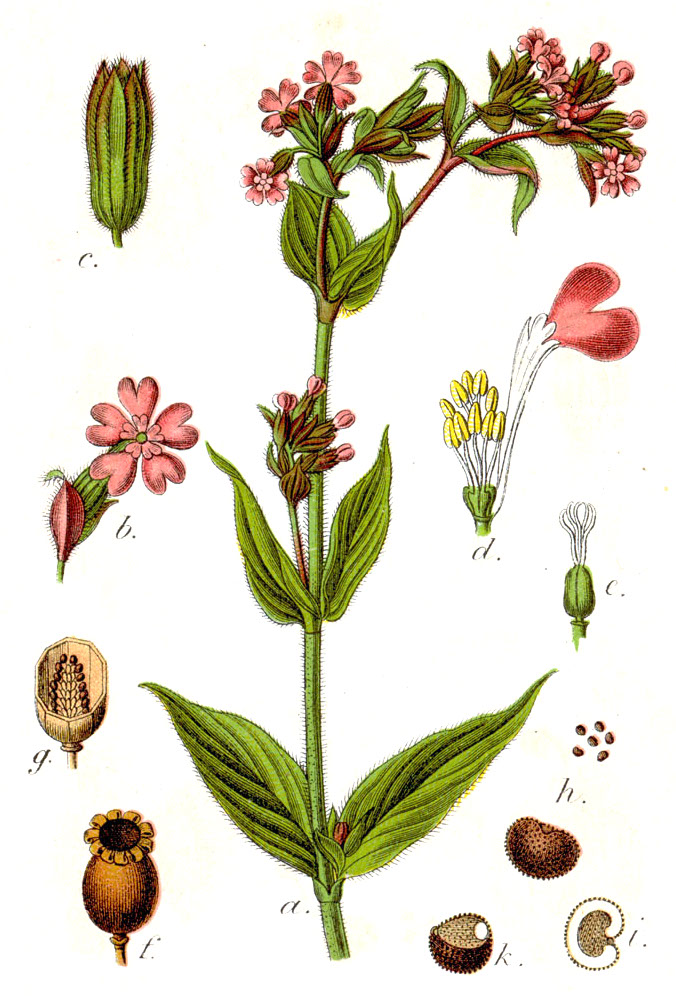
Dagkoekoeksbloem; d = met anthofoor

De anthofoor is een steeltje waar de bloemkroon, de meeldraden en de stamper op staan ingeplant. Hierdoor staan dezen hoger dan de inplantingsplaats van de kelk.
De bloembodem of bloemas (receptaculum) is het al of niet verbrede eind van de bloemsteel of stengel, waarop alle delen van de bloem staan ingeplant. In de regel is dit stengeldeel zo kort, dat de leden en de knopen niet te onderscheiden zijn.  Als het stengellid tussen de kelk en bloemkroon verlengd is, noemt men dit verlengde gedeelte de anthofoor.
Een anthofoor komt onder andere voor bij enige silenes, zoals bij de pekbloem (Silene armeria), kegelsilene, avondkoekoeksbloem en dagkoekoeksbloem. De mannelijke bloemen van deze twee laatstgenoemde soorten hebben vaak een langere anthofoor dan die bij de vrouwelijke bloemen.

Stamperdrager of gynofoor
Androgynofoor
Anthofoor
Meeldraaddrager of androfoor
Een gesteeld vruchtbeginsel (carpofoor en stempelvoet)